# Fattigvårdssamhälle
Fattigvårdssamhälle kallades förr den sammanslutning som gemensamt ansvarade för fattigvården bland sina medlemmar.
Enligt förordningen den 9 juni 1871 angående fattigvården i riket utgjorde varje kommun i landet ett fattigvårdssamhälle.
I Sverige kunde, före  1918 års lag om fattigvård, socknar på landsbygden vara indelade i rotar (fattigrotar), som var och en ansvarade för sina fattiga, och arbetsgivare kunde inrätta privata eller enskilda fattigvårdssamhällen. Lagen 1918 stadgade emellertid att det enbart är kommunen (stad respektiven socken) eller flera kommuner i förening som utgör fattigvårdssamhälle. Enligt lagen kunde ett fattigvårdssamhälle indelas i fattigvårdsdistrikt, men kostnaderna fördelades på hela samhället, i stället för att varje rote tvingades bära sina egna kostnader.
Det ankom på fattigvårdssamhället att bedriva fattigvård (obligatorisk fattigvård) i enlighet med Lagen (1918:422) om fattigvård men ägde rätten att bestämma ytterligare grunder än de som var givna i lagen för beviljandet av fattigvård, så kallad frivillig fattigvård. På landet utgjordes ett fattigvårdssamhälle av flera kommuner och dess beslutande myndighet var fattigvårdsfullmäktige. I större fattigvårdssamhällen skulle fattigvårdsdistrikt indelas, som vart och ett skulle ansvaras för av en ledamot av fattigvårdsstyrelsen. Vid behov kunde även distriktsstyrelser sammansättas.